# Nebet (koningin)
Nebet was een Egyptische koningin en echtgenote van farao Oenas van de 5e dynastie van Egypte. Ze was de moeder van de kroonprins Oenasanch.

## Graftombe
Nebet werd in een dubbele mastaba begraven samen met een andere koningin genaamd Chenoet naast de piramide van Oenas in Saqqara. De mastaba werd door Peter Munro opgegraven.

## Titels
Nebets titels waren: 
- "Grote vrouwe van de hetes-scepter" (wrt-hetes)
- "Zij die Horus en Seth ziet" (m33t-hrw-stsh)
- "Groot van lofprijzingen" (wrt-hzwt)
- "Grote koninklijke vrouwe, zijn geliefde" (hmt-nisw meryt.f)
- "Geliefde gemalin onder de twee vrouwen" (sm3yt-mry-nbty)
- "Aan de zijde van de grote" (khtt-wr)
- "Gade van Horus" (smrt-hrw)
- "Gade van Horus, zijn geliefde" (smrt-hrw-meryt.f)
- "Begeleidster van Horus" (tist-hrw).

Hoewel ze al deze koninginnentitels droeg, werd ze in haar graftombe afgebeeld als een vrouw van hoge rang zonder enige insignia van een koningin.
Ze had haar eigen landgoederen die door vrouwen werden beheerd.